# Stiller See
Der Stille See ist ein natürlicher See einige hundert Meter südöstlich des Großen Arbersees im Gemeindegebiet von Bayerisch Eisenstein, Landkreis Regen.

## Geographie
Der Stille See liegt in einer abflusslosen, glazial geformten, bewaldeten Mulde 335 Meter südöstlich des Großen Arbersees zwischen den Staatsstraßen 2136 (Westen) und 2137 (Osten) auf einer Meereshöhe von 917 Metern. Er ist nur 15 Meter breit, und in Nord-Süd-Richtung kaum doppelt so lang. Das ergibt eine Seefläche von rund 300 Quadratmetern.

## Entstehung
Der Stille See ist eines der wenigen natürlichen Stillgewässer Niederbayerns sowie der einzige verbliebene Toteissee in Niederbayern. Zwischen den Moränenkränzen um den Großen Arbersee hinterließ die dem Seebach am nächsten liegende große Seitenmoräne drei kleine abflusslose Becken. In dem der Staatsstraße 2136 nächstgelegenen Becken blieb der Stille See bestehen, neben vermoorten Wassertümpeln und trockenliegenden Mulden.